# 杜濬
杜濬（1611年—1687年），原名绍先，字于皇，号茶村，湖北黄冈人，明末清初诗人。

## 生平
明崇祯时太学生；明亡后，寓居于江宁（今南京）四十餘年，入清不仕，一生穷困潦倒，家贫至不能举火；有人欲代申请免征“房号银”，因耻居官绅之列，坚决拒绝。錢謙益與杜濬有交情，陳寅恪“柳如是別傳”（三聯書店版，頁1106）云：錢杜往來唱詶，必非止尋常文酒之交際。
杜濬詩学杜甫，五言律詩尤佳，吴伟业曾说："“吾五言律得茶村《焦山》诗而始进。”，部分作品流露出眷恋明室的感情；著有《燮雅堂集》等。

## 延伸阅读
[在维基数据编辑]
 《清史稿·卷501》，出自趙爾巽《清史稿》